# ShortDAX
Der ShortDAX ist ein Aktienindex der Deutsche Börse Group. Er ist dazu konzipiert, um von fallenden Kursen des größten deutschen Aktienindex DAX zu profitieren, ähnlich einer Short-Position. Dazu bildet er die tägliche Wertentwicklung des DAX umgekehrt proportional nach, d. h. der ShortDAX steigt jeden Tag um den Prozentsatz, um den der DAX fällt – und umgekehrt.
Als Finanzinstrument, um in den ShortDAX zu investieren, existieren ETFs. Dadurch ist es auch Investoren möglich, an fallenden Kursen zu partizipieren, die keine Short-Positionen durch Terminkontrakte eingehen oder andere gehebelte Instrumente verwenden dürfen, z. B. einige Vermögensverwaltungen oder Fonds.
Es existieren auch gehebelte Short-Index-Produkte, die die tägliche Veränderung des Basiswerts bspw. doppelt oder vierfach abbilden.
Verluste sind bei ShortDAX-ETFs auf den Kapitaleinsatz begrenzt, eine Nachschusspflicht wie bei Short-Kontrakten an den Terminbörsen besteht nicht.

## Index-Berechnung und Abweichungen vom Basiswert
Der ShortDAX bildet die tägliche Rendite des DAX mit umgekehrtem Vorzeichen nach. Fällt der DAX um 1 % (entspricht einer Rendite von −1 %), so steigt der ShortDAX am selben Tag ebenfalls um 1 %.
Allerdings entwickeln sich die beiden Indizes mit der Zeit nicht direkt umgekehrt proportional, sondern weichen davon etwas ab. Das liegt an der Methodik der täglichen Anpassung. Wegen der täglichen Anpassung entspricht die mittlere tägliche Wertentwicklung nach einer Zeitperiode von x Tagen nicht dem arithmetischen Mittelwert, sondern stattdessen dem geometrischen Mittelwert. Diese Abweichung ist proportional zu den täglichen Veränderungen, d. h. je größer die Kursschwankungen sind, umso größer ist die Abweichung im ShortDAX.
Praktisch bedeutet das, dass die Rendite des ShortDAX immer etwas geringer ist, als der Verlust im DAX bzw. umgekehrt, dass der Verlust im ShortDAX immer etwas größer ist, als der Gewinn im DAX. Diese Abweichungen akkumulieren sich dabei über die Zeit, sodass ein ShortDAX-Investment in einem Markt, der immer wieder um den gleichen Kurs herum pendelt Verluste einfährt, obwohl der Basiswert am Ende des Zeitraums nahezu unverändert notiert.
Durch die tägliche Indexanpassung werden auch die absoluten Erträge größer, je weiter der Basiswert fällt. Umgekehrt werden die absoluten Verluste geringer, je weiter der Basiswert steigt.

### Beispiel
Anhand eines kurzen Beispiels über die Kursschwankungen von zwei Tagen kann gezeigt werden, wie unterschiedlich sich die beiden Indizes am Ende entwickelt haben.
Ein Anleger im Basiswert, dem DAX, kommt am Ende wieder auf den ursprünglichen Betrag, da der Index sich unter dem Strich nicht bewegt hat. Ein Anleger im ShortDAX hat dagegen einen geringen Verlust zu verzeichnen.
| Tag     | Veränderung DAX | Indexstand DAX | Indexstand ShortDAX |
| ------- | --------------- | -------------- | ------------------- |
| 0       | 0 %             | 100000         | 100000              |
| 1       | −5 (−5,000 %)   | 095000         | 105000              |
| 2       | +5 (5,263 %)    | 100000         | 099474              |
| Rendite |                 | 0 %            | −0,5263 %           |

Berechnung der mittleren täglichen Rendite über das geometrische Mittel:
{\displaystyle {\begin{aligned}&{\text{DAX:}}&{\bar {R}}&={\sqrt {{\frac {95\,000}{100\,000}}\cdot {\frac {100\,000}{95\,000}}}}-1=0{,}000\,\%{\text{ p.d.}}\\&{\text{ShortDAX:}}&{\bar {R}}&={\sqrt {{\frac {105\,000}{100\,000}}\cdot {\frac {99\,474}{105\,000}}}}-1=-0{,}263\,\%{\text{ p.d.}}\end{aligned}}}